# Лонгароне
Лонгароне (итал. Longarone) је насеље у Италији у округу Белуно, региону Венето.
Према процени из 2011. у насељу је живело 2191 становника. Насеље се налази на надморској висини од 484 м.

## Становништво
Према резултатима пописа становништва 2011. у општини је живело 5.555 становника.
| 1951. | 1961. | 1971. | 1981. | 1991. | 2001. | 2011. |
| ----- | ----- | ----- | ----- | ----- | ----- | ----- |
| 4.742 | 4.688 | 4.036 | 4.481 | 4.234 | 4.122 | 5.555 |

## Партнерски градови
- Бањи ди Лука
- Urussanga